# Jan Wyżykowski
Jan Wyżykowski, né le 31 mars 1917 à Haczów et mort le 29 octobre 1974 à Varsovie, est un géologue polonais, ingénieur des mines de formation et spécialiste dans le domaine de la géologie des gisements de cuivre.

## Biographie
Après avoir suivi l'enseignement primaire dans sa ville natale, il commence les études secondaires à Rozwadów et les termine au lycée Jan-Sobieski de Cracovie (en) de Cracovie en 1936. 
Après avoir brièvement fréquenté le séminaire, il reçoit une formation de chanteur d’opéra auprès du professeur Bronisław Romaniszyn (pl). Une maladie de la gorge l’empêche de continuer cette voie, et il entreprend des études de philosophie à l’université Jagellonne interrompues par la Seconde Guerre mondiale. Pendant l’occupation, il travaille aux assurances sociales à Cracovie. 

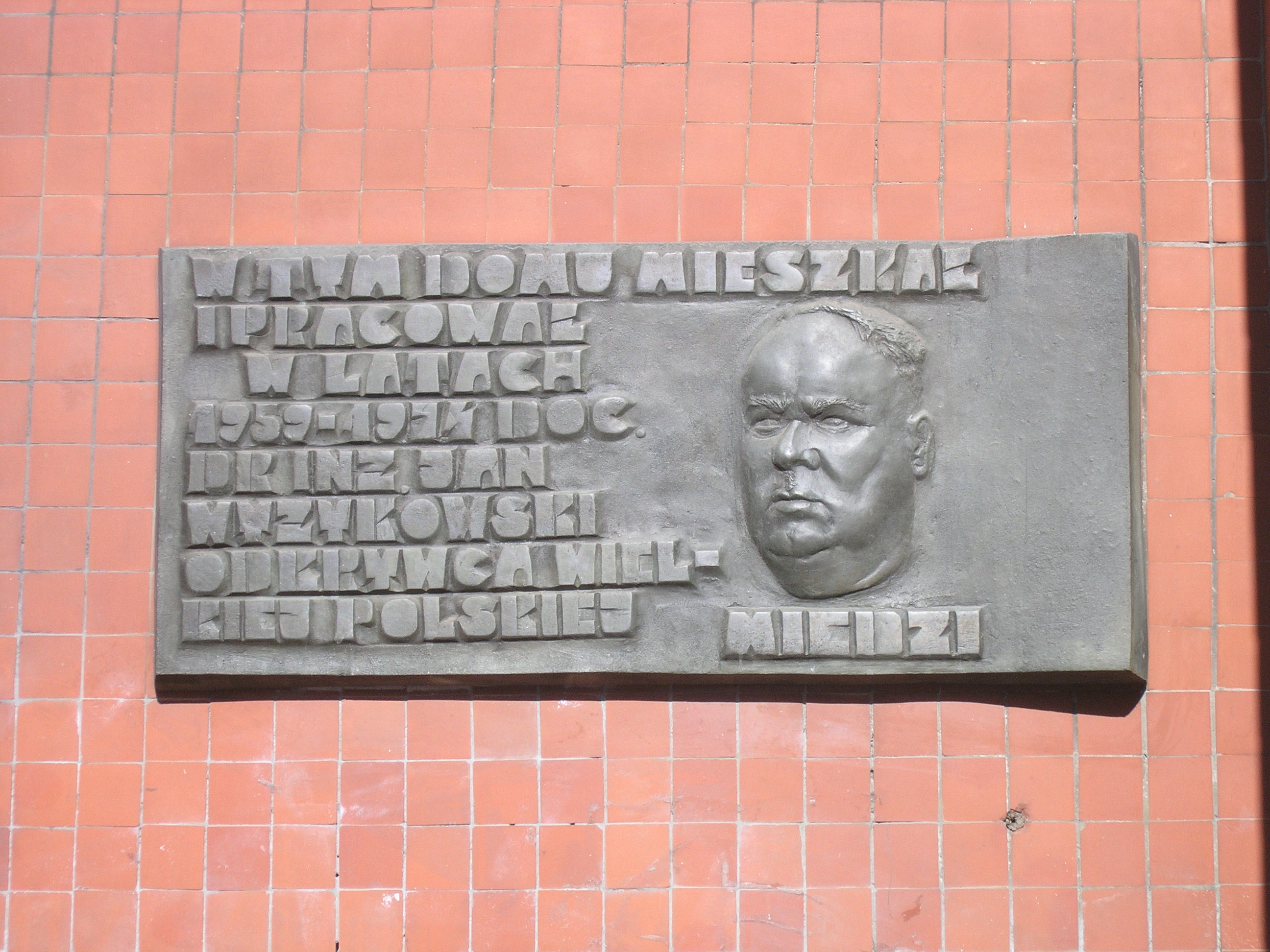
La plaque commémorative de l’ingénieur Jan Wyżykowski sur le mur de la maison de la rue Chmielna 32, où il a habité entre les années 1959 et 1974.

Après la guerre, il reprend sa formation à l’École des mines et de la métallurgie de Cracovie. En même temps, en 1948, il commence à travailler pour l'entreprise de charbonnages « Bytomskie Zjednoczenie Przemysłu Węglowego »  comme agent de maîtrise dans les mines de charbon de Łagiewniki et de Radzionków. Il commence des recherches sur la technologie et la préparation du charbon. En 1950, il obtient son diplôme d’ingénieur des mines avec une thèse Rozpatrzenie problemu celowości budowy centralnej płuczki dla węgla z kopalń „Radzionków”, „Andaluzja” i „Julian” ze względu na wielkość wychodni koncentratu i na ilość węgla.
Au début de 1951, il est recruté par l’Institut national de géologie, au département des minerais, où il s’occupe de la recherche de gisements de cuivre en Basse-Silésie. Dans les années 1951-1954, il fait des recherches dans le Bassin intra-sudétique (pl), dans la région de Kamienna Góra et d’Okrzeszyn, ensuite sur la zone de Głuszyca à Słupiec. Il identifie la concentration de cuivre dans les schistes du Rotliegend. Les essais O występowaniu miedzi w niecce śródsudeckiej oraz wstępnych pracach poszukiwawczych za rudami miedzi w rejonie Nowej Rudy prowadzonych przez Zakład Złóż Kruszców Instytutu Geologicznego w latach 1953-1954 et Zagadnienie występowania miedzi w utworach niecki śródsudeckiej constituent un résumé de ses études. En 1954, le Conseil scientifique de l’Institut national de géologie lui décerne le titre du professeur assistant.
Dans les années 1951-1952, il participe à l’organisation du processus d’assèchement de la mine Konrad près de la ville Złotoryja sous la direction du professeur Roman Krajewski (d). 
Plus tard, il s’occupe de la prospection des gisements de cuivre sur le territoire du monoclinal présudétique. Les premiers forages, faits sur la base d’études sismiques de faible qualité, ne sont pas couronnés de succès. Le 23 mars 1957, il découvre près du village de Sieroszowice du cuivre utilisable dans l’industrie dans une couche inférieure du Zechstein, à 656 mètres de profondeur. Quelques mois plus tard, le 8 août 1957, il fait la même découverte au cours du forage près de Lubin. En 1959, il met en évidence le gisement du cuivre de Lubin-Sieroszowice, le plus grand en Europe et l’un des plus grands dans le monde. 
Au cours des années suivantes, il poursuit les travaux dans le territoire du monoclinal présudétique. En 1964, il élabore un projet global de recherche des gisements de cuivre ((pl)Generalny projekt poszukiwań złóż miedzi). Il estime en 1971 les ressources du cuivre au nord du gisement de Lubin-Sieroszowice, à 1200-1500 mètres de profondeur. 
En 1965, il reçoit un doctorat en sciences naturelles avec la thèse Zagadnienie miedzionośności cechsztynu na tle budowy geologicznej strefy przedsudeckiej et il prend un poste de chercheur à l’Institut national de géologie et est nommé en 1973 maître de conférences dans le même institut. 
En 1974, il prépare un nouveau projet avec son équipe : Projekt poszukiwań cechsztyńskich rud miedzi na obszarze zachodniej części monokliny przedsudeckiej, perykliny Żar i niecki północno-sudeckiej. Sa mort prématurée interrompt son travail.
Son œuvre scientifique compte 30 publications et 20 travaux d’archive.

## Décorations et distinctions
Son travail lui vaut plusieurs décorations, notamment l’Ordre Polonia Restituta en 1959 ou l’Ordre de la Bannière du Travail de la première classe en 1970. En outre, il est décoré de la médaille du 30e anniversaire de la Pologne populaire (pol. Medal 30-lecia Polski Ludowej), de la Médaille du mérite pour la défense nationale, de la Médaille du millénaire de l’État polonais (pol. Odznaka Tysiąclecia Państwa Polskiego), de la médaille minière, de l’insigne de la Personne de mérite de syndicat des mineurs (pol. Odznaka Zasłużonego Działacza Związku Zawodowego Górników), de l’insigne d’or de l’Association des ingénieurs et des techniciens miniers (pol. złota odznaka Stowarzyszenia Inżynierów i Techników Górnictwa), de l’insigne de la personne mérité pour la Basse-Silésie (pol. odznaka Zasłużony dla Dolnego Śląska), de l’insigne du Travailleur Mérité Socialiste (pol. odznaka Zasłużony Pracownik Socjalistycznej Pracy) et de l’insigne de Mérite de l’Institut National de Géologie (pol. odznaka Zasłużony dla Instytutu Geologicznego). On lui a aussi décerné l’Ordre solide (pol. Order Bryły) de l’hebdomadaire Życie i Nowoczesność, une récompense symbolique, accordé pour le talent et le caractère. Le 27 septembre 1972, il est devenu Citoyen d’honneur de la ville de Lubin. 
En 1966, avec son équipe, il a reçu Le Prix d’État en géologie, industrie minière et industrie énergétique pour la participation dans la découverte du gisement de cuivre Libin-Sieroszowice et pour l’établissement de la première documentation concernant ce gisement, et en 1970, son équipe remporte le prix du président du Comité de science et de technique pour l’élaboration de la nouvelle méthode de recherche des gisements du zinc et du plomb. 

## Inhumation
Il est enterré au cimetière militaire de Powązki à Varsovie (le tombeau A35-4-4).

## Commémoration
Les écoles à Haczów, ville natale de Jan Wyżykowski, portent son nom, aussi que les écoles à Krotoszyce, à Głogów, à Polkowice, à Lubin et le puits de mine Polkowice-Sieroszowice, situé près de l’endroit où les premiers gisements du cuivre dans la région ont été découverts. Le monument de Jan Wyżykowski est situé à Lubin et l’exposition lui consacrée se trouve au musée régional à Brzozów.
L’École Jan-Wyżykowski ((pl) Uczelnia Jana Wyżykowskiego) dont le siège est à Polkowice est issue de la fusion de l’École professionnelle du bassin de cuivre à Lubin ((pl) Uczelnia Zawodowa Zagłębia Miedziowego w Lubinie) et de l’École supérieure de l’entrepreneuriat et de la technique à Polkowice ((pl) Dolnośląska Wyższa Szkoła Przedsiębiorczości i Techniki w Polkowicach).

## Publications
- 1958 : Poszukiwanie rud miedzi na obszarze strefy przedsudeckiej. Przegląd Geologiczny, 1, Varsovie.
- 1961 : Północno-zachodni zasięg krystalinikum przedsudeckiego i możliwości poszukiwań cechsztyńskich rud miedzi w tym rejonie. Prz. Geol. 4, Varsovie.
- 1963 : Najnowsze wyniki badań geologicznych w rejonie Kożuchowa. Prz. Geol. 4, Varsovie.
- 1964 : Utwory czerwonego spągowca na Przedgórzu Sudetów. Prz. Geol. 7/8, Varsovie.
- 1964 : Zagadnienie miedzionośności cechsztynu na tle budowy geologicznej strefy przedsudeckiej. Prace Instytutu Geologicznego.
- 1967 : Kierunki poszukiwań złóż rud miedzi. Prz. Geol. 10, Varsovie.
- 1971 : Cechsztyńska formacja miedzionośna w Polsce. Prz. Geol. 3, Varsovie.